# Jorge Roberto Silveira
Jorge Roberto Saad Silveira (Niterói, 9 de setembro de 1952) é um político brasileiro.

## Biografia
Filho do ex-governador do Rio de Janeiro, Roberto Silveira e sobrinho do também ex-governador do mesmo estado Badger da Silveira, Jorge Roberto foi deputado estadual (1979-1983) pelo MDB e (1983-1987) eleito pelo PTB, depois aderindo ao PDT. Foi Secretário Estadual de Esporte e Lazer, durante o primeiro governo de Leonel Brizola e prefeito de Niterói por quatro mandatos (1989-1992, 1997-2000, 2001-2002 e 2009-2012). Em 1992 conseguiu eleger o sucessor João Sampaio, que venceu com 53% dos votos. Candidatou-se ao senado em 1994 ficando em quarto lugar, mas em 1996, Jorge foi eleito prefeito de Niterói pela segunda vez com uma votação recorde, ao receber 77,26% dos votos válidos. Reeleito em segundo turno no ano 2000, renunciou à Prefeitura de Niterói na metade de seu terceiro mandato, em 2002, para se candidatar ao Governo do Estado do Rio de Janeiro pela coligação "Frente Trabalhista Rio", que reunia PDT, PTB e PPS e ainda contava com o apoio informal de PTN, PRTB, PTdoB e PHS. Terminou com a terceira posição (recebendo 14,27% dos votos) e acabou derrotado por Rosinha Garotinho. Contudo, se aliou a ela e seu marido, Anthony Garotinho, para promover a candidatura de João Sampaio em 2004, que foi derrotado no segundo turno pelo candidato do PT, o então prefeito Godofredo Pinto, vice da chapa de Jorge em 2000.
Em sua gestão, aconteceram grandes marcos municipais, como a construção do Museu de Arte Contemporânea de Niterói (MAC), o Caminho Niemeyer, o Terminal Rodoviário João Goulart e as unidades do Médico de Família, modelo copiado em diversas cidades do mundo. Outro grande marco foi que Niterói passou a ser a melhor cidade em qualidade de vida do Estado do Rio e a 4ª do Brasil.
Se candidatou pela quarta vez à Prefeitura de Niterói nas Eleições municipais de 2008, sendo novamente eleito em primeiro turno, com 60,80% dos votos válidos, totalizando 168.465 votos.
Em 2017, Jorge Roberto foi condenado à suspensão dos direitos políticos por cinco anos. A juíza Ana Beatriz Mendes Estrella determinou que o ex-prefeito, o ex-secretário de Fazenda do município, Euclides Bueno Neto, e o Instituto Brasileiro de Administração Municipal (Ibam) devolvessem aos cofres da prefeitura R$ 1,836 milhão. A magistrada julgou procedente a ação civil pública por improbidade administrativa, proposta pelo Ministério Público estadual, em função de dispensa indevida de licitação num convênio com o Ibam. No mesmo ano, o Ministério Público do Estado do Rio de Janeiro (MPRJ) ajuizou ação de improbidade administrativa contra Jorge Roberto Silveira, José Roberto Mocarzel, ex-secretário municipal de Serviços Públicos, Trânsito e Transportes, e também os consórcios de ônibus Transnit, Transoceânico e mais dez réus. Os atos de improbidade teriam sido praticados no curso da concorrência pública para a concessão do serviço de transporte de passageiros na cidade de Niterói, ocorrida em 2012.
Foi um dos signatários da Carta de Lisboa, em 1980, e foi membro do diretório nacional do PDT. Em 2017, após 33 anos de filiação, se desligou do partido, afastando-se da candidatura do PDT à prefeitura de Niterói.

## Polêmica do Bumba
Em abril de 2010, o Morro do Bumba, em Niterói, sofreu um forte deslizamento, provocado pelas fortes chuvas que atingiram o Estado. Cerca de 50 pessoas morreram e centenas ficaram desabrigadas. Após a demora em atender a população, o ex-secretário  municipal de Integração Comunitária de Niterói João Medeiros acusou o prefeito - além de membros da sua equipe - de terem sido omissos. Medeiros afirmou que Jorge Roberto não teria dado atenção a avisos sobre o estado em que se encontravam as encostas dos morros do Viçoso Jardim, área em que se situa o Morro do Bumba.
A Universidade Federal Fluminense (UFF), situada em Niterói, teria feito ainda dois estudos sobre a área, indicando os riscos de desabamento. Posteriormente, o Reitor da UFF, Roberto Salles, teria afirmado, em entrevista coletiva dada no dia 14 de abril de 2010, que nenhum dos estudos elaborados pela UFF tratava "especificamente" do Morro do Bumba.